# Leeds (Utah)
Pour les articles homonymes, voir Leeds (homonymie).
La ville de Leeds est située dans le comté de Washington, dans l’État de l’Utah, aux États-Unis. Lors du recensement de 2010, sa population s’élevait à 820 habitants.

## Source
- (en) Cet article est partiellement ou en totalité issu de l’article de Wikipédia en anglais intitulé « Leeds, Utah » (voir la liste des auteurs).